# 1760
Перша наукова революція •  Просвітництво • Глухівський період в історії Гетьманщини •  Російська імперія

## Геополітична ситуація
Султаном Османської імперії є Мустафа III (до 1774). Під владою османів перебувають Близький Схід та Єгипет, Середземноморське узбережжя Північної Африки, частина Закавказзя, значні території в Європі: Греція, Болгарія і Сербія. Васалами османів є Волощина та Молдова.
Священна Римська імперія охоплює крім німецьких земель Угорщину з Хорватією, Трансильванію, Богемію, Північну Італію, Австрійські Нідерланди. Її імператор — Франц I (до 1765). Марія-Терезія має титул королеви Угорщини. Королем Пруссії є Фрідріх II (до 1786).
У Франції править Людовик XV (до 1774). Франція має колонії в Північній Америці та Індії. В Іспанії — Карл III (до 1788). Королівству Іспанія належать південь Італії, Нова Іспанія, Нова Гранада та Віцекоролівство Перу в Америці, Філіппіни. У Португалії королює Жозе I (до 1777). Португалія має володіння в Бразилії, в Африці, в Індії, в Індійському океані й Індонезії.
Північ Нідерландів займає Республіка Об'єднаних провінцій. Вона має колонії в Північній Америці, Індонезії, на Формозі та на Цейлоні. На троні Великої Британії Георга II змінив Георг III (до 1820). Британія має колонії в Північній Америці, на Карибах та в Індії. Король Данії та Норвегії — Фредерік V (до 1766), на шведському троні сидить Адольф Фредерік (до 1771). На Апеннінському півострові незалежні Венеціанська республіка та Папська область. У Речі Посполитій королює Август III Фрідріх (до 1763). На троні Російської імперії сидить Єлизавета Петрівна (до 1761).
Україну розділено по Дніпру між Річчю Посполитою та Російською імперією. Гетьман України — Кирило Розумовський. Нова Січ є пристановищем козаків. Існує Кримське ханство, якому підвладна Ногайська орда.
В Ірані фактично править династія Зандів при номінальному правлінні сефевіда Ісмаїла III.
Значними державами Індостану є Імперія Великих Моголів, Імперія Маратха. Зростає могутність Британської Ост-Індійської компанії. У Китаї править Династія Цін. У Японії триває період Едо.

## Події

### В Україні
- Олексій Білицький і далі обіймав посаду кошового отамана Війська Запорозького.

### У світі
- Семирічна війна:
  - 22 січня у битві при Вандіваші на індійському субконтиненті англійці перемогли французів.
  - 6 грудня британці почали облогу Пондішері, форпосту французів на індійському субконтиненті.
  - 21-26 лютого французькі корсари захопили замок Каррікфергус на півночі Ірландії, але зрештою змушені були відійти.
  - Спалахнула війна між британцями та індіанцями черокі. 27 лютого британські колоністи відбили напад черокі на форт Доббс у Північній Кароліні.
  - 28 квітня британські та французькі війська зійшлися в битві при Сент-Фуа, в якій вирішувалася доля Квебеку. Британці змушені були відступити.
  - 16 травня британський флот зняв облогу Квебеку перш ніж французи змогли відбити місто.
  - 8 липня британці виграли у французів морську битву на річці Рестігуш у Новій Франції.
  - 31 липня англо-ганноверська армія взяла штурмом місто Варбург.
  - 30 серпня прусський король Фрідріх II виграв битву при Легниці.
  - 8 вересня британці захопили Монреаль. Практично вся Канада опинилася під британським контролем.
  - 9 жовтня російські війська увійшли в Берлін.
  - 16 жовтня французи перемогли пруссів у битві при Клостер-Кампі й відтіснили їх від Рейну.
  - 3 листопада Фрідріх II виграв важку битву при Торгау.
  - 29 листопада французи здали британцям Детройт.
- 25 жовтня помер король Великої Британії Георг II. Його спадкоємцем став принц Уельський Георг III.
- Спалахнуло повстання рабів на Ямайці, яке отримало назву Війна Такі.
- 11 квітня бірманці на чолі з Алуанпаєю підійшли до сіамського міста Аюттхаї, але не стали брати його в облогу. При поверненні Алуанпая помер.

### Наука та культура
- Даниїл Бернуллі представив Французькій академії наук статтю, в якій уперше побудував модель популяційної динаміки інфекційних хвороб.
- Джон Мічелл сформулював припущення, що землетруси зумовлені тертям між шарами породи.
- Йоганн Генріх Ламберт опублікував книгу «Фотометрія», в якій сформулював закон поглинання, а також запровадив поняття альбедо.
- Медаль Коплі отримав Бенджамін Вілсон за експерименти з турмаліном.
- Джеймс Макферсон опублікував англійською мовою збірку «Уривки стародавньої поезії, зібрані в горах Шотландії» — вірші, які за його словами належали давньому ірландському поету та барду Оссіану.

### Засновані
- Капітанство Ріо-Гранде-де-Сан-Педро ((ісп.) Capitanía de Río Grande de San Pedro)
- Абу-Дабі.

### Зникли
- Мономотапа

## Народились
див. також Категорія:Народились 1760
- 2 березня — Каміль Демулен, французький журналіст, активний учасник французької революції
- 10 травня — Клод Жозеф Руже де Ліль, французький військовий інженер, композитор
- 14 вересня — Луїджі Керубіні, італійський композитор

## Померли
див. також Категорія:Померли 1760